# Krzyszkowice (województwo świętokrzyskie)
Krzyszkowice – wieś sołecka w Polsce położona w województwie świętokrzyskim, w powiecie kazimierskim, w gminie Kazimierza Wielka.
W latach 1975–1998 miejscowość administracyjnie należała do województwa kieleckiego.
| SIMC    | Nazwa      | Rodzaj    |
| ------- | ---------- | --------- |
| 0241821 | Kolonia    | część wsi |
| 0241838 | Stara Wieś | część wsi |
| 0241844 | Zakrzyzie  | część wsi |